# AutoIt
AutoIt is een freeware automatiseringsprogramma voor Windows. In de eerste versie van het programma was de bedoeling ervan een automatiseringsprogramma te maken, bijvoorbeeld voor de installatie van een programma op veel computers. Met de latere versies van het programma groeide het uit tot een compleet programma voor allerlei handelingen.
Met de release van AutoIt3 werd de taal van het programma hervormd tot wat lijkt op de BASIC-talen. Een functie van het programma is dat een script kan worden gecompileerd naar een normaal uitvoerbaar standalone-bestand, waardoor het programma zelf niet nodig is voor het uitvoeren van het script.

## Syntaxisvoorbeelden
Hallo Wereld op drie manieren:
```
  MsgBox(0, "Hallo", "Hallo Wereld!")
  ConsoleWrite("Hallo Wereld!")
  Send("hallo wereld")
```

If-Else Statement:
```
  If FileExists(@SystemDir&"\cmd.exe") Then
    MsgBox(16, "PRIMA", "Als u dit bericht ziet is er niks aan de hand")
  Else
    MsgBox(16, "FOUT", "Als u dit bericht ziet is er iets goed mis!")
  EndIf
```